# Instön

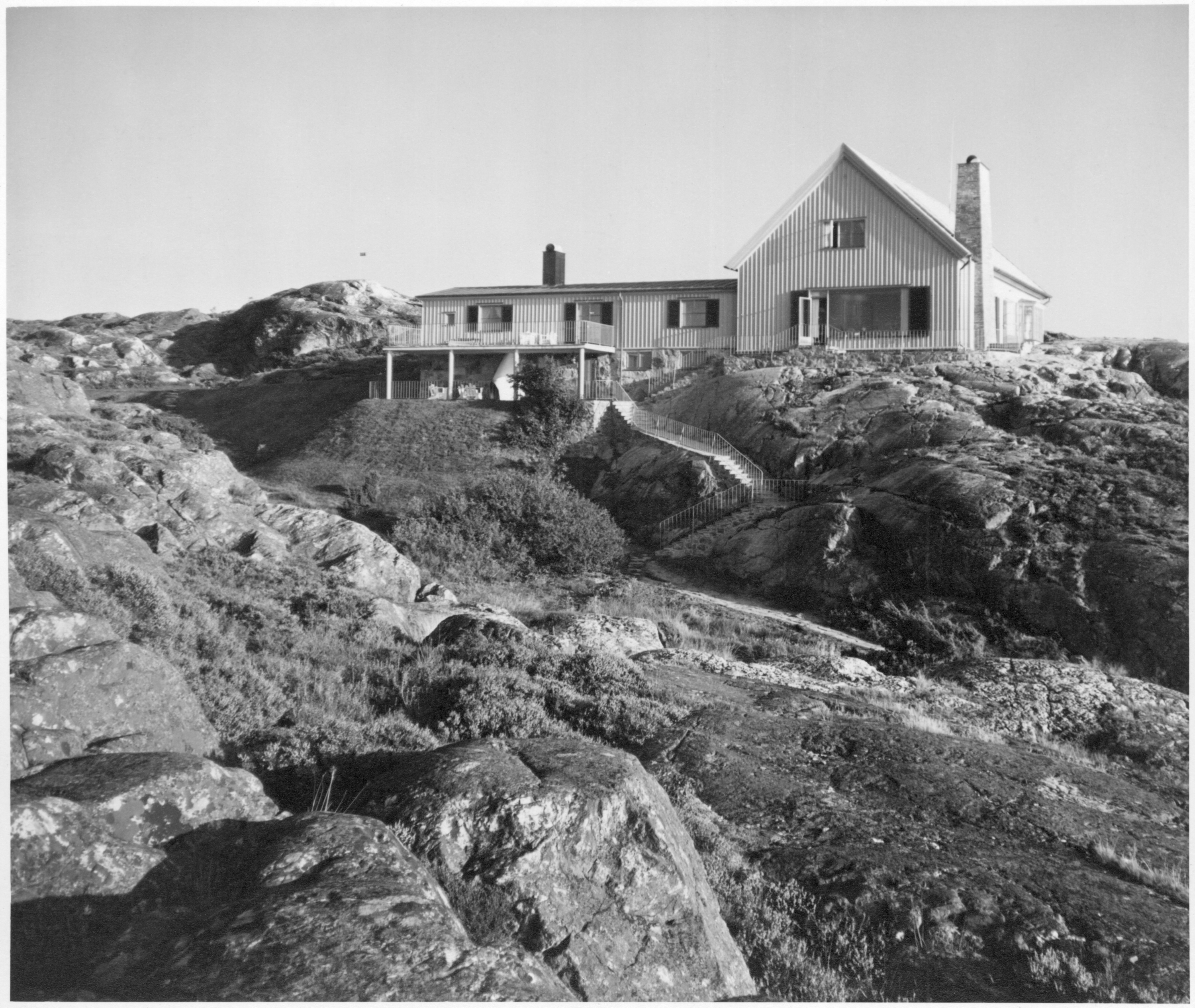
Villa Lissviken på ön

Instön är en ö vid Marstrand i Bohuslän. Namnet syftar på att Instön är den innersta av de stora Marstrandsöarna. Arean är 3,6 kvadratkilometer. Bebyggelsen på ön brändes under kriget år 1658 av danskarna. 
Instön är idag ett område med i huvudsak fritidshusbebyggelse men en viss omvandling till permanentboende har skett. En kommunal vattenledning finns dragen förbi söder om Instön på väg ut till Koön och Marstrand. Södra delen av Instön är ansluten till denna ledning.
Mellan Koön och Instön, i Mittsund fanns det under sillperioderna sillsalterier och trankokerier. Nu återstår endast vissa husgrunder som minnen från denna för Sverige viktiga ekonomiska storhetstid. Som mest lär över 600 personer ha varit verksamma i sillsalterinäringen.